# Džem (turski princ)
Džem ((جم بن محمد / Cem b. Meḥemmed; Drinopolje, 23. prosinca 1459. − Napulj, 25. veljače 1495.) je bio sin osmanskog sultana Mehmeda II., sultan dijela Osmanskog Carstva i pjesnik. 
Bio je mlađi brat Bajazida II. Nakon očeve smrti, izbile su borbe za prijestolje. Proti nasljedniku Bajazidu II. ustao je Džem. . Tako je početak Bajazidove vladavine bio je obilježen borbom za vlast s bratom. Tijekom borba uspio je 18 dana biti sultan dijela Osmanskog Carstva. Džem nije uspio preuzeti cijelo carstvo. Ostatak života proveo je u egzilu. 
Pobjegao je u Kairo. Pokušao je isposlovati pomoć od mamelučkog sultana Kajit-bega iz dinastije Burdži, najvećeg protivnika Osmanskog Carstva, no nije uspio. Štoviše, pokušao je posredovati između braće. Tijekom toga Džem je otišao napraviti hadžiluk u Meku i Medinu. Jedini ustupak koji je Bajazid ponudio Džemu je financijska potpora, ako mu se preda blizu Jeruzalema. Pokušao je ponovo uz pristaše Kasim-bega, gospodara Karamanskog begluka. Ohrabrila ga je informacija da je Mehmed-aga, glavni zapovjednik janjičara na njegovoj strani. Tijek događaja što je uslijedio odagnao je Džema od pokušaja povratka.
Postaje robom kod ivanovaca na Rodu, a zatim i kod pape Inocenta VIII. Smrću Inocenta VIII, za papu biva izabran Aleksandar VI. koji uzima novac od Bajazida II kako bi Džem ostao robom te vjerojatno dogovaraju njegovo umorstvo.
Umro je u Napulju u Castel Capuanu. Samo za nj i njegove potomke papa je stvorio 1492. i kralj Napulja (kralj Španjolske) 1509. carski naslov "kneza od Saida" odnosno "grofa od Saida", koji je poslije potvrdio njemački car Fridrik III. Ovi osmanski knezovi živjeli su do 1600. u Napulju, potom do 1668. na Siciliji i velikim se dijelom odmah preselili na Maltu, odakle se kneževska kuća podijelila na sicilijansku i maltešku liniju. Sicilijanski su prešli u talijansko plemstvo, a malteška je pala napoleonovom invazijom 1798. godine.